# Parc des Meubliers

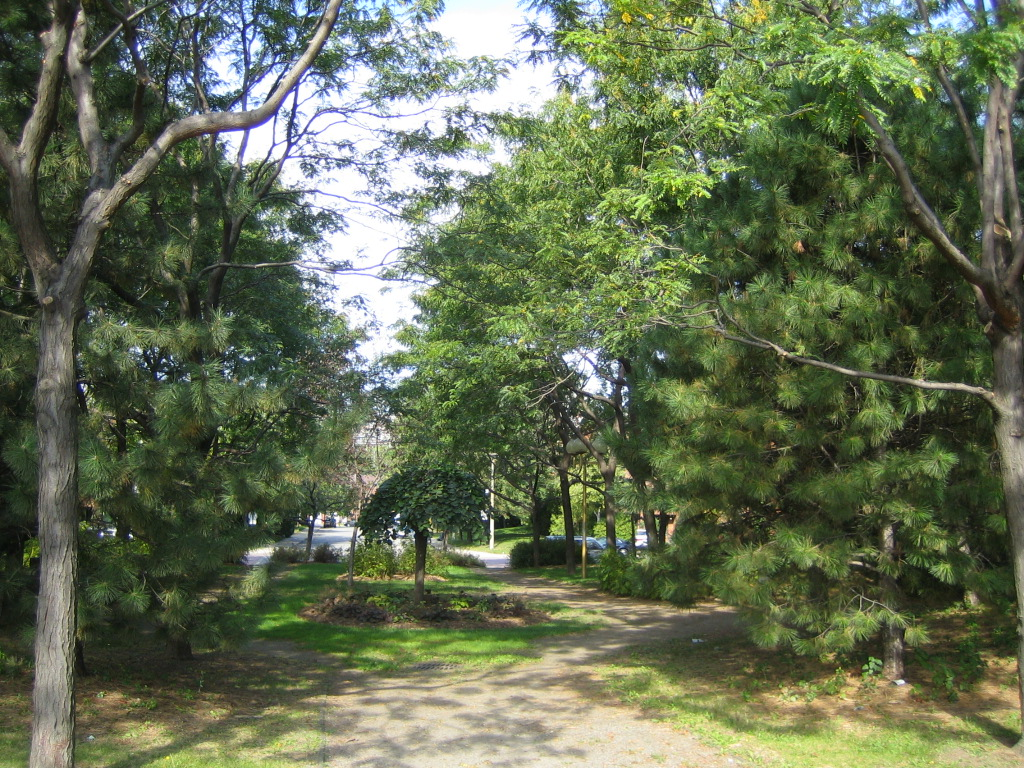
Vue des rues Chatham et Notre-Dame.

Le parc des Meubliers est un parc de Montréal. Il est situé dans l'arrondissement le Sud-Ouest, plus précisément dans le quartier Petite-Bourgogne, sur la rue Notre-Dame,.
En 2017, L’éléphant spatial de Salvador Dali y est installé pour 2 ans.

## Histoire

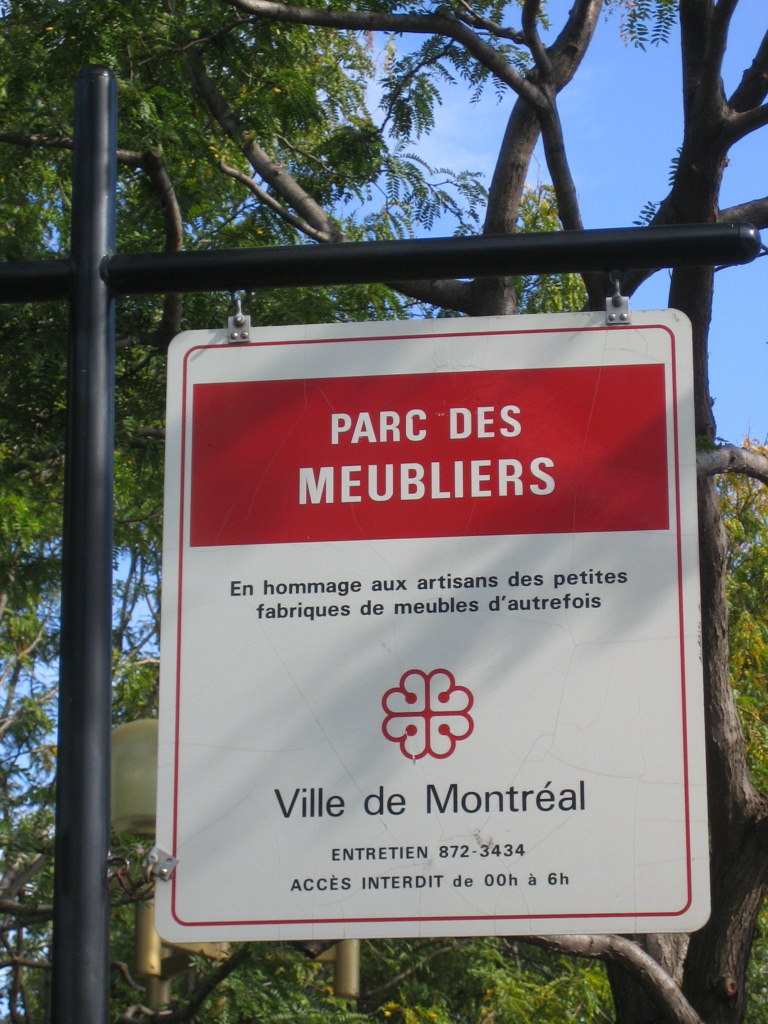
Plaque commémorative.

Il a été nommé ainsi en 1993, en l'honneur des artisans du XIXe siècle qui étaient concentrés dans ce secteur de la ville. En 1871, on recensait 209 entreprises de fabrication de meubles au Québec dont 8 % à Montréal. Celles-ci comptaient pour 34 % de la production de meubles.